# In Praeclara Summorum
(Papa Benedetto XV; In Praeclara Summorum, § 11)
In praeclara summorum è l'undicesima enciclica di papa Benedetto XV, datata 30 aprile 1921.
Fa parte di quel gruppo di cinque encicliche che costituiscono una sorta di monografie su personaggi rilevanti nella storia della Chiesa; assieme a questa si possono infatti ricordare: Spiritus Paraclitus, 1920, su San Girolamo; Principi Apostolorum Petro, 1920, su Sant'Efrem; Sacra Propediem, 1921, su San Francesco d'Assisi e Fausto Appetente Die, 1921, su San Domenico.
L'argomento trattato nella Praeclara Summorum è il ricordo del sommo poeta, Dante Alighieri e s'inserisce nel contesto delle commemorazioni compiute nel sesto centenario della sua morte.
L'enciclica contiene interessanti osservazioni sul pensiero sociale di Dante e si inserisce in una polemica, la cui portata anche politica non poteva sfuggire, contro chi celebrava Dante separandolo dal Cristianesimo e presentandolo come campione di un'idea imperiale "laica" e quasi pagana.
L'enciclica fu licenziata pochi mesi dopo la pubblicazione de La poesia di Dante, importante saggio pubblicato nel settembre dell'anno prima da Benedetto Croce, che allora, peraltro, rivestiva una funzione che andava oltre l'habitus critico: quella istituzionale di ministro della pubblica istruzione. L'enciclica può essere interpretata anche come risposta all'appropriazione istituzionale operata dal saggio di Croce.